# Ulli Harraß

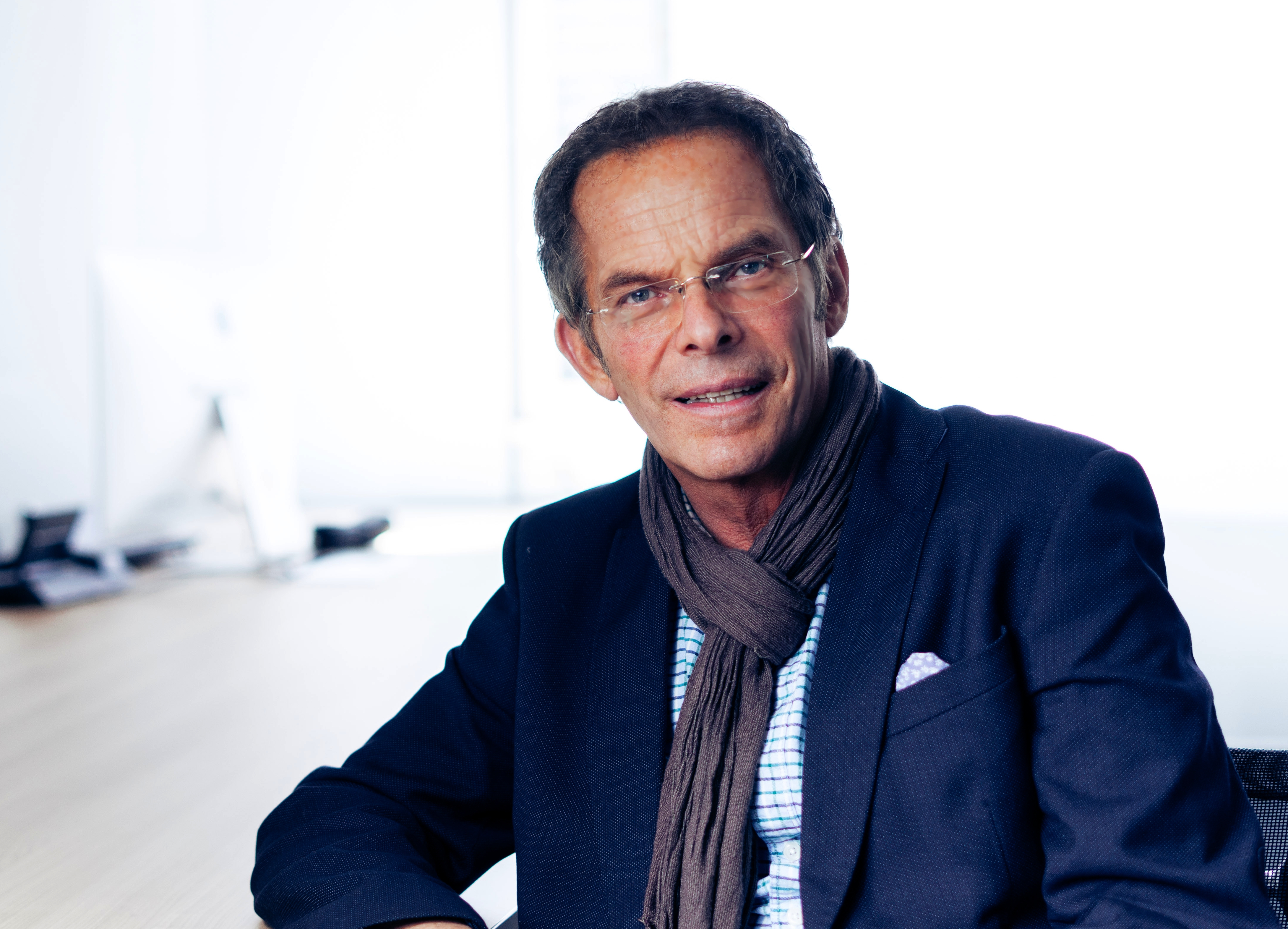
Ulli Harraß (2020)

Ulli Harraß (* 4. März 1961 in Rotenburg (Wümme)) ist ein deutscher Journalist, Medienproduzent und Rundfunk-/Fernsehmoderator.

## Leben
Nach Abitur und journalistischer Ausbildung bei einer Lokalzeitung in Buchholz in der Nordheide moderierte Harraß ab 1981 NDR2-Jugendsendungen. 1986 war er als leitender Redakteur und Moderator Gründungsmitglied des ersten in Schleswig-Holstein landesweit sendenden Radiosenders R.SH.
Von 1986 bis 1992 moderierte er im NDR-Fernsehen die TV-Musiksendung Musikladen Eurotops. Von 1987 bis 1997 war er wieder für NDR2 als freier Mitarbeiter und Moderator tätig.
Seit 1991 präsentiert Harraß auch Veranstaltungen und leitet Talkrunden. Auf  bibel.TV präsentierte und produzierte er von 2010 bis 2014 das Talkshowformat Rund um den Turm. Im Jahr 2019 entwarf  er ein neues Konzept für den Online-Radiosender (tru:) young radio. Der Sender spielt seit Mai 2020 christliche Popmusik und Titel aus den Charts.
Ulli Harraß ist verheiratet und lebt mit seiner Familie in Hamburg.